# 戦国自衛隊1549
『戦国自衛隊1549』（せんごくじえいたい1549）は、角川映画制作の日本映画。配給は東宝。原案は半村良、原作は福井晴敏。2005年（平成17年）6月11日に日本で全国公開された。
1979年（昭和54年）の『戦国自衛隊』のリメイク的な作品であるが、原作とはストーリー、キャラクター共に繋がりは無い。原作で燃料などの補給手段やタイムスリップの原因が説明されなかったのに対し、本作品では独自の説明がなされている。また、2組目の自衛隊が故意にタイムスリップするという独自の展開もある。
キャッチコピーは「消滅するのは、歴史か？俺たちか？」

## 概要
『戦国自衛隊』のコンセプトを元に福井晴敏がプロットを作成し、角川映画が角川グループ60周年記念作品として映画化した。総製作費は15億円。
主要舞台である「天母城」のオープンセットには2億円ないし2.2億円が投入され、陸上自衛隊の東富士演習場に建設された。日本映画でこれだけの規模のオープンセットが作られたのは、黒澤明の『乱』以来である。本作品では旧作当時に映画製作技術として存在しなかったCGもふんだんに取り入れられたほか、旧作で自衛隊の協力が十分に得られなかったのに対し、本作品では陸上自衛隊の全面協力を得て150両以上の実車を使用しており、撮影当時の現役自衛官200名以上がエキストラとしてラストシーンなどに出演している。戦国時代のススキ野原のシーンは全て東富士演習場内で撮影されており、第3特別実験中隊・ロメオ隊が演習場ごと戦国時代へ飛ばされたシーンはススキ野原の平面のある箇所を全て刈り取り、回し撮りで撮影されている。
旧作は千葉真一と真田広之による吹き替えなしのスタントと大規模な戦争も見せ場だったが、本作品はストーリーに力を入れた作品になった。
「ロメオ隊がタイムスリップするのは第3特別実験中隊のタイムスリップの2年後」や「揺り戻しが起こるのは3日後」、また歴史への影響をなるべく避けるために実弾は基本的に使用せず、戦国時代の人々はなるべく殺傷しないという本作品独自の設定ゆえ、旧作で見られた自衛隊の火器が戦国時代の人々に向けて使われるシーンは少ない。
公開週の興行収入ランキングは1位。興行収入総計は17.1億円だった。その後はハリウッド版として再編集され、『Samurai Commando Mission 1549』というタイトルで、アメリカ合衆国など31か国で上映された。

### 特撮
天母城の全景は、オープンセットに天守や石油精製プラントのミニチュアを合成して描写している。マットアートで描写される遠景の富士山は、時代考証に基づき撮影当時とは異なる稜線で描かれている。
自衛隊車両の破壊シーンでは、実際の車輌にミニチュアやCGによる爆破描写を合成しているが、撮影にあたっては合成のための素材撮影よりも、撮影時間の限られた自衛隊車両や俳優のカットを優先して撮影している。

## あらすじ
西暦2003年10月13日、陸上自衛隊東富士駐屯地で、対「ソーラーマキシマム」の人工磁場シールド発生装置の実験中、事故が発生。その場にいた的場一等陸佐率いる"第3特別実験中隊"が演習場ごと忽然と消える。その3日後、磁場の揺り戻しが起こり、元の演習場の地面と共に戦国時代の侍（七兵衛）が現代に到着する。
どうやら、第3特別実験中隊は1547年の戦国時代に飛ばされて生存しているらしい。その後、彼らの歴史への介入による影響と思われる「虚数空間」、通称"ホール"が現代の日本各地に出現し、侵食を始める。ホールの侵食が進めば、いずれ、この世界は消滅してしまうと予測されるが、ただ世界がホールに何の対抗策もないまま消滅する事実だけを世間に知られることに恐れた陸上自衛隊関係者の手により、ホールが出現した場所には自衛隊基地が作られ、第3特別実験中隊も演習中の事故により全部隊員が死亡した頼み公表される。
2005年、超トップシークレットの極秘作戦"オペレーション・ロメオ"が発動され、特殊編成部隊"ロメオ隊"が第3特別実験中隊を救出するため、あるいは世界を救うために、タイムスリップを行う。かつて的場が創設した特殊部隊"Fユニット"の一員だった元自衛官の鹿島勇祐もオブザーバーとして参加し、七兵衛も同行する。到着先は1549年、つまり的場たちが戦国時代に到着してから2年の月日が経過しているはずである。現代に戻れるタイムリミットは、74時間26分。
しかしロメオ隊は、戦国時代に到着するなり、偵察に出した偵察ヘリ・OH-1/ニンジャを対空ミサイルによって撃墜されてしまう。その直後、草木を身にまとい偽装した武装集団の襲撃を受けるが戦国時代の戦兵とは思えない洗練された動きに、最新兵器を装備していながらロメオ隊は退避せざるを得なかった。到着直後にもかかわらず幾つかの装備を失い、隊員の半数以上が犠牲となった壊滅的状況に鹿島は指揮官の森三等陸佐に実弾を使うよう迫るが、ロメオ隊は"非常事態"を除き実弾の使用の一切を禁じられているとして、頑なに拒否する。しかし、森の発言から"オペレーション・ロメオ"の真の目的とは的場たちとの直接対決を意味していることを鹿島は知るのであった。実弾を使用可能なのは非常時のみという真意は、第3特別実験中隊を救出するのではなく殲滅することだけのためということだった。
翌日、鹿島たちの元に先日襲撃してきた武装集団が現れ、"天導衆"と名乗る。先頭に立つ人物が仮面を取ると、それは2年前にこの時代に飛ばされた第3特別実験中隊の隊員・与田二等陸尉であった。その事実に鹿島たちは驚くが、与田はロメオ隊に武器を捨て投降するように要求する。どうして攻撃してくるのか問いただす鹿島であったが、その直後、第3特別実験中隊所属の対戦ヘリ・AH-1S/コブラが飛来し睨みをきかせてくる。今抵抗するのは得策ではないと悟り、鹿島たちは要求に従う他なかった。
そのまま天導衆によって彼らが連れてこられた先にあったのは、現代兵器で武装され、原油精製施設まで備えた天母城であった。鹿島たちはそこで、第3特別実験中隊の指揮官であった的場と再会するが、彼はこの時代で織田信長として君臨していた。タイムスリップ直後に合戦真っ只中に飛ばされた的場たちは多くの仲間たちを失ったことで自分たちの存在意義について考えるようになり、自衛隊であることをやめ、天導衆として最新兵器を使い、日本を強固な国に建て替えるため、故意に歴史を変えようとしていたのである。その中で的場らは織田軍に攻め込むがその最中、的場が信長を斬殺してしまうのだった。さらにそこから織田家は的場ら天導衆を同門に加える形で双方和睦し、美濃の国の斎藤道三らが織田の軍門に下り、そこから的場はその条件として濃姫を妻として娶ることになり、そこで自分が新たに信長と名乗るようになったという。
的場・道三は公開処刑の如く見せしめとして、鹿島に七兵衛と一騎打ちの決闘を申し付け、鹿島が七兵衛に勝利した暁にはロメオ隊の残存隊員諸共平成は送り返すことを約束する。だが七兵衛は決闘中戦いを放棄し道三に対して「何卒ご再考を」と道三の行動が間違っていると問い、怒った道三は七兵衛を処刑しようとするが、その時ロメオ隊の87式偵察警戒車を見様見真似で強奪した藤介が乱入。形勢逆転と見たロメオ隊は天母城からの脱出を図り、指揮官の森三佐ら数名の犠牲を出しながらも多様ヘリ・UH-1J/ヒューイや82式指揮通信車らを奪還する。
代理として指揮をする三國陸曹長が「任務を放棄しこの時代で身を潜めて生きるか、平成に戻り残された僅かな時間を生きるか、もう一度天母城へ攻め込むか、俺は絶対に任務を遂行したい」と意思表明をしたところ、残存隊員全員が三國に賛同した。鹿島は、かつて的場に言われた「未来に対して責任を持って生きろ」という言葉に従い、自分の選んだ道の未来を受け入れるため、そして歴史と未来を守るために、的場たちと対決することを決意する。現実は圧倒的な戦力を持つ的場たちが有利、自分たちだけで勝つことはほぼ不可能に近い。しかし鹿島は「自分たちの手の中に歴史を修正する切り札があること」に気が付く。
翌日、道三が"鹿島たちロメオ隊の計画"を的場に話し、これを聞いた的場はコブラを、さらに天母城主力部隊となる90式戦車を始めとする自衛隊車両を各地に分散する。それを察知し斉藤勢の中に紛れ込んでいたロメオ隊は斉藤勢と協力し、天母城への潜入に成功する。工作チームが天母城の燃料補給施設を破壊、さらには対主力部隊チームが天導衆の自衛隊車両への襲撃・破壊行動を開始。道三は的場を裏切り、ロメオ隊に協力する形で天母城を手薄にすることで、的場撃破への道標を作ったのだ。さらに、藤介の養父・蜂須賀小六の手引きで、甲斐・駿府など周辺各地およそ2万以上の戦国武者達がロメオ隊と共に天母城を制圧しにくる。
うまく天母城に乗り込んだ鹿島は捕えられた神崎玲二等陸尉救出と的場に「歴史が修復しようと動きを見せ始めた」と的場の野望もこれまでだと言い放つ。鹿島は、藤介の正体は木下藤吉郎、後の豊臣秀吉であること、さらにこの時代で真に織田信長となる人物は的場ではなく七兵衛であること、そして自分本位に歴史を変えようとした的場は歴史から抹殺されることを告げる。だが的場はこの時代に持ち込んだ自衛隊時代の実験装備・MHD電池を爆弾へと改造して天母城下地域一体を破壊する企てを建てており、鹿島らの奮闘虚しく爆弾が起動してしまう。だが、鹿島・神崎による同時攻撃により的場に引導を渡すこととなった。
ロメオ隊は藤助・小六ら野武士軍団と共に天母城下を制圧、さらにAH-1S/コブラを撃墜することで完全に織田軍の戦意を喪失させるが、爆弾が起動したことにより天母城崩壊のカウントダウンが始まり、全員が一斉に逃げ出す。そんな中、鹿島は「俺たちが戦国時代にタイムスリップした時電子機器系統がシステムダウンを起こした。MHD電池も理論上はそれで停止するのではないか」と考え、神崎と共にMHD電池を持って天母城を脱出する。そして天母城はマグマの噴出とともに消えていった。
七兵衛と能姫も無事、生き延びていた道三の元へ逃げ延びており、そのままヘリで藤助を送り返した後鹿島らは今も尚動き続けるMHD電池と共に現代へと帰還する。

## スタッフ
- 監督：手塚昌明
- 原作：福井晴敏/『戦国自衛隊1549』（角川書店）
- 原案：半村良
- 脚本：竹内清人、松浦靖
- 撮影：藤石修
- 照明：渡辺三雄
- 美術：清水剛
- 録音：湯脇房雄
- 整音：中村淳
- 編集：普嶋信一
- 音響効果：柴崎憲治
- 助監督：兼重淳、會田望、廣田啓、島田伊智郎
- 製作担当：芳川透
- VFXスーパーバイザー：道木伸隆
- VFXプロデューサー：大屋哲男
- 殺陣：深作覚
- 馬術指導：田中光法
- 特技監督：尾上克郎
- Bキャメラ撮影：清久素延
- 現像：東京現像所
- スタジオ：東宝スタジオ
- 製作補：佐藤直樹、秋葉千晴
- 企画協力：渡邊健一、樋口真嗣
- アソシエイトプロデューサー：門屋大輔
- プロデューサー：鍋島壽夫、土川勉、貝原正行
- 特別撮影協力：陸上自衛隊（東部方面隊、陸上自衛隊富士学校、陸上自衛隊航空学校、第1ヘリコプター団）
- 製作委員会メンバー：角川映画、日本映画ファンド、日本テレビ放送網

## 登場人物

### ロメオ隊
鹿島勇祐 元2尉：江口洋介
本作品の主人公。かつて的場が創設した場合によっては先制攻撃も辞さない特殊部隊「Fユニット」のNo.2で、的場の作成し制圧不可能と謳われた演習シナリオ「D-3」を制圧した唯一の人物。Fユニット解散後、自衛隊を去り居酒屋フランチャイズ・チェーン店の雇われ店長として日々を送っていた。現代の日本社会に愛想を尽かしており、初めはロメオ隊への参加を拒否するが、飯沼七兵衛の説得とかつて的場に言われた「未来に対して責任を持って生きろ」という言葉を思い出したことで、未来を受け入れるべく戦国時代から的場たちを救い出し、現代世界の消滅を食い止めるため、オブザーバーとしてロメオ隊への参加を決意する。
神崎怜 2尉：鈴木京香
陸上自衛隊研究本部所属。人工磁場シールド開発の中心メンバー。自分のミスで的場たちを過去に飛ばしてしまった責任を強く感じ「ロメオ隊」に参加する。
森彰彦 3佐：生瀬勝久
陸上自衛隊東部方面隊所属。上層部から密命を受けた「ロメオ隊」の指揮官。戦国時代での現地人との接触禁止、実弾使用の制限などの規定や作戦行動を巡り激しく鹿島と対立するが、鹿島や神崎たちを逃がすために自ら囮となって単身的場の手勢たちに挑むなど、決して頑迷なだけの人物ではない。
三國 陸曹長：嶋大輔
ロメオ隊の82式指揮通信車の車長。妻と娘、息子がいる。現地人との接触禁止の規定に反し、瀕死の状態の藤介を鹿島とともに助け、彼らと友情が生まれる。娘から「タバコ臭い」と言われてから禁煙しているが息子が父の日にくれたライターを大切にしている。
天母城からの脱出後、戦死した森に代わって、半数以下の勢力となったロメオ隊の指揮を引き継ぐこととなる。
高梨 2尉：井川哲也
ロメオ隊のUH-1Jの機長。終盤で三國陸曹長が作戦続行の意思を生き残った隊員たちに問いた際、彼らの中で真っ先に立ち上がり決意を示した。銃撃を浴びながらも機体を安定させ続けたり、クライマックスの天母城脱出の際は爆発の中でギリギリまで城に機体を近づけ鹿島たちを救出するなど高い操縦テクニックを持つ。
谷口 2尉：辻本一樹
山瀬 2尉：東地宏樹
ロメオ隊のOH-1『オメガ1』機長。
有野 3尉：和田慎太郎
中西 1曹：津野岳彦
ロメオ隊の医療班長。命令違反と解りつつも危うく死にそうだった藤介の治療を行った。
村瀬 1曹：小島晃
終盤で天導衆の主力部隊を攻撃。90式戦車とAH-1S コブラを破壊する大戦果を挙げた。
井川 2曹：羽柴誠
上田 2曹：平野貴大
大崎 2曹：松下哲
杉崎 2曹：森啓祐操
松沢 3曹：杉本凌士
長峰 3曹：七海智哉
終盤、鹿島たちと天母城に潜入しC4爆薬を設置、石油精製施設を破壊した。
船田 3曹：岩間天嗣
鈴木 3曹：野村明広

### 天導衆/第3特別実験中隊
的場毅 1佐 / 織田信長：鹿賀丈史
第3特別実験中隊隊長。かつて特殊部隊「Fユニット」の指揮官で鹿島の上官であった。戦国時代の現実の前に多くの部下を失い、自衛官であることを放棄する決意をする。正史の織田信長を殺害し、さらに生き残った部下たちを中心に天導衆を組織して織田信長として戦国時代に君臨し、歴史改変を狙う。
福井晴敏の小説『Twelve Y. O.』の回想シーンで、海兵旅団（戦える自衛隊）の創設構想を推し進めた的場2佐と同一人物。小説版では「的場丈史」という漢字の表記が用いられている。
与田 2尉：的場浩司
的場の腹心にして天導衆のNo.2。彼とともに自衛官であることを放棄し、絶対的な服従を誓っている。鹿島とはFユニット時代の同僚で旧知の仲であり、劇中何度も考えを改めるよう説得を受けていた。
紅林 2尉：入江雅人
的場の部下で、神崎のかつての同僚。関東一円を壊滅可能な「歴史を変えうる大量破壊兵器」を生み出す。最後はロメオ隊側へ寝返った道三に射殺される。

### 戦国時代の人々
飯沼七兵衛 / 織田信長：北村一輝
暴走事故で第3特別実験中隊と入れ替わりに戦国時代からタイムスリップしてきた戦国武者で武芸の達人。斎藤道三の家臣で絶対の忠誠を誓っているが、後に幼馴染の濃姫に諭され鹿島たちロメオ隊と行動を共にする。実は、この世界において織田信長の役割を果たす人物というのは、的場ではなく彼であった（鹿島の台詞より）。
斎藤道三：伊武雅刀
美濃の国の領主にして、マムシと恐れられている戦国武将。信長となった的場と手を組み、ロメオ隊に攻撃を仕掛けてくる。娘である濃姫の幸せを心から願っており、政略結婚で織田家に輿入れしたことを後悔している。後に七兵衛の説得によって天導衆の打倒を決意し、ロメオ隊に協力し的場に囚われていた神崎を助ける。
濃姫：綾瀬はるか
斎藤道三の娘で家臣の七兵衛とは幼馴染み。政略結婚で織田家に輿入れさせられた。女ながらに馬を乗り回すなど活発な女性で、まさに「マムシの娘」。
藤介 / 木下藤吉郎：中尾明慶
現地の少年。生き倒れていたところをロメオ隊に救われる。忍びの術を心得ており、鹿島たちを助けるため濃姫の元に忍び込んだり、女装して城に潜り込んだりもした。経緯は不明だが、87式偵察警戒車を操縦し、防弾チョッキを着用している場面もある。後に物語の鍵を握る重要人物となる。この人物こそ後の天下人豊臣秀吉であった。
蜂須賀小六：宅麻伸
蜂須賀村の豪族。藤助の義父。領民の厚い信頼を得ているのみならず、近辺の野武士などの武装勢力にも大きな影響力を持っている。藤介の仲介でロメオ隊に加勢する。
各務野：高畑淳子
濃姫付きの侍女。ロメオ隊の脱出を濃姫の指図で手配する。
織田信長：森脇史登→恩田括
正史の信長。初陣目前に自ら率いる軍を的場らに壊滅させられ、自身も的場に斬殺された。
織田信秀：石丸ひろし→新家子一弘
信長の父。的場たちの力に屈し、的場を新たなる信長として、与田たちを天導衆として織田一族に迎えた。
堀田道空：井上肇
柴田勝家：山下真広
織田家に仕える重臣だが、現在は的場に仕えている。現在は戦車・装甲車・ヘリを動かすための原油運搬・石油精製を指揮する任に就いている。
佐久間信盛：横塚進之介
勝家と同じく、的場に仕えている。的場の命を受け織田軍の精鋭部隊育成の任に就いており、今の織田こそ天下取りに一番近いと豪語している。
三島軍兵衛：唐渡亮
木下：水橋研二
鹿島が働く居酒屋店の店員。

## 用語

### 第3特別実験中隊
的場一佐率いる特別編成された混成部隊。かつて的場によって編成された特殊部隊「Fユニット」を前身としており、同隊が解体・再編されたものである。
2003年10月13日15:34、人工磁場シールドの暴走事故により、演習場ごと1547年へ飛ばされ、その直後に各地で虚数空間が出現した。世間には演習中に弾薬を積載したヘリの墜落事故で全員死亡したと発表されている。
実際には第三特別実験中隊は、磁場シールドの暴走で1547年の戦国時代にタイムスリップしてしまい、騎馬武者たちの攻撃に遭う。第三特別実験中隊の指揮官、的場一佐は攻撃を禁じて退避を試みたが、87式偵察警戒車の隊員を殺されたことを皮切りに総攻撃を開始し、90式戦車やAH-1S対戦車ヘリ・89式装甲戦闘車などで騎馬武者たちを蹴散らした。
その後、自衛隊であることを捨てて本格的な歴史改変のため、天導衆を名乗り、捕虜にした敵兵を用いて城を建築し、使用不能になった車両のパーツ流用して天母城を建築した。歴史改変に乗り出してから、初めに襲撃してきた軍勢の本拠地を壊滅させたところ、その軍勢が織田信長率いる軍勢であることと的場が信長を殺したことで、織田軍は天導衆を迎え入れ戦力を拡大していく。その当時織田軍と斉藤勢は敵対状態にあったが天導衆が加わった織田軍に太刀打ちできないと判断した斎藤道三は娘の濃姫を的場に娶らせる形で和睦し、的場は新たに自らを織田信長と名乗るのであった。しかし2年後の1549年、歪められていく歴史を再度修復すべく2005年からタイムスリップしてきた自衛隊の極秘実行部隊「ロメオ隊」と1549年の現地人の行動により、天導衆は壊滅した。
装備に関しては以下の通り。また、映画・漫画・小説版などで装備にバラつきがあり、映画では未配備の82式指揮通信車や軽装甲機動車，73式小型トラックなどが配備されている。小説版では5,6台ほどオフロードバイクも配備されており、それが天導衆の騎馬隊として配備されている。ヘリコプターも、漫画版ではUH-1Jが2機配備され、小説版ではUH-60JAが配備されている。
天導衆主力部隊
- 90式戦車
本作品唯一の戦車。タイムスリップ直後の襲撃により、戦場へ乱入し的場の指示無視で砲撃を繰り返し軍勢を蹴散らす。その後は天導衆主力部隊へ配備されたが、最後はロメオ隊の84mm無反動砲により撃破・破壊された。
- 89式装甲戦闘車
タイムスリップ直後の襲撃により、戦場へ乱入し的場の指示無視で砲撃を繰り返し軍勢を蹴散らす。その後は天導衆主力部隊へ配備される。
- 87式偵察警戒車
タイムスリップ直後に的場の指示無視をした隊員2名が死亡。その後は天導衆主力部隊へ配備されたが、ロメオ隊により撃破・破壊される。
- 96式装輪装甲車
第3特別実験中隊の指揮車両。的場・与田・紅林らが乗車。その後は天導衆主力部隊へ配備されたが、ロメオ隊により撃破・破壊される。
- AH-1S対戦車ヘリコプター
第3特別実験中隊唯一のヘリ。タイムスリップ直後に対地ミサイルや機関砲による攻撃で軍勢を蹴散らす。その後はロメオ隊を含む敵勢力への威嚇行為に使用されるが、最後はロメオ隊の84mm無反動砲による攻撃で撃墜される。

- 96式多目的誘導弾システム
- 88式地対艦誘導弾発射機
- 多連装ロケットシステム
- 90式戦車回収車
- 73式中型トラック
- 73式大型トラック
- 89式5.56mm小銃
- 9mm拳銃
- 12.7mm重機関銃M2
- 迷彩服2型
- 88式鉄帽

- 天母城
現在の静岡県富士見市の天母山に築かれた城で、天導衆が90式戦車回収車を使い平成からの追撃部隊を迎撃すべく建設された。石油精製施設やAH-1S コブラ用のヘリポート、12.7mm重機関銃M2が設置された物見櫓などを持つ。漫画・小説版でも天母城の形態は変わっており、漫画版では90式戦車を母体とした固定砲台や完全自動の城門、映画本編には未登場のヘリ格納庫や戦車・装甲車格納庫などがある。

- 天導衆臨時シェルター
現在の山梨県忍野村の高座山に築かれた第二拠点で、ここには天母城と同等の砦が築かれている。織田軍の兵士たちがここと天母城を往来している。ただし、本作品には未登場。

長持ちしそうにない兵器が大半を占め、使い物になりそうにないものも無造作に混じっている。例えば
- 多連装ロケットシステムは敵軍を一撃で殲滅できそうだが1回しか撃てないので、割に合わないという風に見て取れる。
- 96式多目的誘導弾システムも、戦国時代には赤外線を発する攻撃対象が存在しないため、劇中での方法ぐらいしか使い道がない。
- 発射機のみで飛ばされた88式地対艦誘導弾は使用すらできない（発射のためには、管制車やレーダー車などが必要）。

- 特殊部隊『Fユニット』[11]
的場一佐が設置を目指していた非公開部隊。彼曰く《戦える自衛隊》。陸海空の自衛隊とは独立した行動権限を有し、東西南北を自在に移動してヒットアンドアウェイの戦法をとる集団。独自のヘリ部隊と輸送部隊を有する戦略的機動性と自己完結性を持ったもので、海兵隊に倣っている。統合幕僚会議直属の諮問機関として試験稼働していたが、結果として海兵旅団は理由が不明なまま廃止された。映画版では、的場一佐が指揮官にして創設者で、鹿島・与田は直属の部下であった。陸自上層部から時期尚早と判断され、解体及び旧隊員たちの第3特別実験中隊への搬入とされている。

- 演習シナリオ『D-3』
的場一佐が考案した演習シナリオで、"絶対に攻略不可能"とまで言われるが、鹿島は当時演習前にシナリオのプログラムを書き換える形でただ1人唯一の攻略者となっている。元ネタは『スタートレック』シリーズの中で、訓練生育成プログラム『コバヤシマル・シナリオ』で、劇中と同様絶対にクリアできない・十中八九任務失敗するテストである。

### ロメオ隊
陸上自衛隊の極秘作戦「オペレーション・ロメオ」の実行部隊。実働部隊員は森ら49名。それにオブザーバーとして鹿島・神崎を含める。
虚数空間を発生させている原因である第三特別実験中隊の救出と、歪められた歴史の修復を行うことで虚数空間を消滅させることが、本作戦の目的である。2005年10月13日12:05、オペレーション・ロメオは決行され、ロメオ隊が1549年へのタイムトラベルを開始した。
装備は以下の通り。
- 82式指揮通信車[注 8]
ロメオ隊の指揮車両。指揮官の森を筆頭に車長の三國・オブザーバーの鹿島と神崎らが乗車。タイムスリップ1日目では、藤助も乗車。天母城破壊時にマグマに飲み込まれる。
- 87式偵察警戒車
ロメオ隊の主力車両。経緯は不明だが、藤助が単独で奪還し、天母城脱出の際に城門を破壊する。天母城破壊時にマグマに飲み込まれる。
- 軽装甲機動車[注 9]
2両登場。1両は1日目に織田軍による油を用いた撹乱攻撃で破壊・炎上する。もう1両は天母城脱出後のロメオ隊の高稼働車両となる。天母城破壊時にマグマに飲み込まれる。
- 96式装輪装甲車改
本作品オリジナルの架空の装甲車で内部を医療用に改造したものである。車体後部に赤十字マークを付けている、所謂救急車の装甲車版。藤助の治療で使用されたが、天導衆に鹵獲後はロメオ隊には奪還されず天母城に残される。天母城破壊時にマグマに飲み込まれる。
- UH-1J多用途ヘリコプター[注 10]
タイムスリップ1日目の織田軍襲撃の際に鹵獲される。その後天母城脱出の際に奪還され、各地高起動・ロメオ隊残存隊員の現代への帰還に使われる。本作品で唯一現代に生還した装備。
- OH-1観測ヘリコプター
「オメガ1」のコードネームを持つ。タイムスリップ1日目に天母城から放たれた対空誘導弾により撃墜される。

- 73式大型トラック
- 73式中型トラック
- 84mm無反動砲
- 5.56mm機関銃MINIMI
- 89式5.56mm小銃
- 9mm拳銃
- C-4爆薬
- 迷彩服2型
- 戦闘防弾チョッキ（後半ではロメオ隊ではない、とある人物もこれを着用する）
- 88式鉄帽（後半では鉄帽が何らかの理由で不足していたのか、一部の面々は七兵衛が調達した兜を着用）
- 対人センサー
戦国時代の人々の襲撃に備えて設置されたが、天導衆によってケーブルを切られ使用不能となる。

過去への干渉を防ぐため、過去の人間への接触は固く禁じられており、使用する弾頭や薬莢はセルロース製の衝撃弾で、撃たれた相手を遠くへ吹っ飛ばすほどの衝撃を与え（殺傷能力は低い）、数年で土に戻るよう配慮されている。また、衝撃弾を装填した弾倉には区別のため黄色いテープが巻かれている。ただし、オブザーバーの鹿島には知らされていないが、相手が第三特別実験中隊だった場合は殺傷能力が充分あり、甲冑も貫通する実弾の使用が許可される。
あくまで第三特別実験中隊を捜索することが第1目標なので、戦車などの攻撃的な車両は配備されておらず、代わりに索敵能力の高い87式偵察警戒車、OH-1が配備されている。他に、第三特別実験中隊には装備されていない軽装甲機動車や82式指揮通信車がある。
もともとUH-1Jは操縦系・エンジン系に電子機器をほとんど使っていないため、現象の影響を大して受けることなく飛行することが可能であるので、兵器についての知識に乏しい人からは一見矛盾して見えるラストシーンも実はつじつまが合っている。
人選に関しても、少数精鋭編成の特殊部隊であり、全て陸曹以上の階級の隊員で構成され、陸士の階級の隊員は組み入れられていないなど、全体的に"火力"や"量"・"質"より"速"を優先している模様。
映画本編において、ロメオ隊が襲撃を受けた後の会話で「UH-1Jを失いました」とあるが、これは、襲撃を受けた際UH-1Jは飛び立てず、その後天導衆に鹵獲され天母城に運ばれた模様。のちに城内から奪還している。また、後半にロメオ隊員が84mm無反動砲を使ってAH-1Sを撃墜するシーンがあるが、84mm無反動砲は無反動砲にもかかわらず、なぜか誘導弾を発射している（現実に存在する砲弾は、各種無反動砲弾と対戦車ロケット砲弾のみ）。

### 虚数空間
2003年に各地に現れた漆黒の空間。通称、「ホール」。ブラックホールほどではないが、周囲の光や物質を飲み込みながら成長するという性質がある。
虚数空間のある場所は自衛隊の基地が設置されており、人工雲などでカモフラージュされているので存在は世間には知られていない。その原因は2003年10月13日15:34、人工磁場シールドの暴走事故により、戦国時代へタイムスリップした陸上自衛隊第三特別実験中隊が引き起こした歴史改変である。実際、彼らが過去へ飛ばされた直後からゴルフボール大のものが出現し始め、2005年の時点では富士山麓の虚数空間は直径数十メートルにまで成長した。
世界の侵食を食い止めるため、2005年に「オペレーション・ロメオ」が決行された。

### 人工磁場シールド
陸上自衛隊保有の架空の装置。本来は太陽からの電磁波「ソーラーマキシマム」への対抗策・国内外における実際の作戦行動時や災害時の避難救助活動中に電子機器や通信機器が電磁波の影響を受け使用不能になる危険性を考慮して、それらの電磁波を遮断もしくは無効化させることを目的に開発が始動した。
機器そのものは73式大型トラックに装備され、管制センターからコントロールし2台1組で運用される。プラズマ量が装置の耐久予測値を超えてなお出力を上げた場合、シールド内の直径70メートルの空間全体が「456年前の世界」と74時間26分の間入れ替わってしまう。
2003年10月13日15:34、富士山麓演習場で第三特別実験中隊がこの暴走事故により、演習場ごと1547年へ飛ばされ、その直後に各地で虚数空間が出現した。それに対抗し、虚数空間を発生させている原因である第三特別実験中隊の救出と、歪められた歴史の修復を行う作戦「オペレーション・ロメオ」が計画された。そして2005年10月13日12:05、前回の事故を再現し、ロメオ隊が1549年へのタイムスリップを開始した。

### 作中における和洋折衷
映画・漫画・小説版共に共通しているのは、
- 戦国武者が89式小銃を装備。

漫画版では、
- 天導衆・斉藤勢にはセラミック製の防護鎧とアルミ製の盾を装備した武装兵が。
- 騎馬隊は突進用ランス、弓兵はボウガンを使用。武装兵は日本刀と短刀を状況に合わせて使い回せるよう訓練を受けている。また、一部の短刀は現代装備のマチェットナイフを折衷している。
- 城内には、和室の区画（的場の自室や帰蝶ら斉藤勢の居住区画）だけでなく、テーブルや椅子・ティーカップなどの洋風の装いも施されている。

小説版では、
- 映画版では精鋭部隊育成の為に織田軍や周辺からかき集めた野武士を一度に殺し合わせているが、小説版では注射器を薬物投与し精神錯乱状態に陥れている。また、小説版で治療を受けた藤助が注射器を見た途端に恐怖で震える様子が描かれている。
- 天導衆の武装兵で忍者もいるが、防護マスクを着用し、ガス兵器を使用した化学防護装備をしている。

## 小説
この作品は劇場公開版のためのプロット的作品という位置付けであり、おおまかな展開は同様であるが、小説版、劇場版、漫画版とも細かい設定はもとより、登場人物たちの考えや行動、登場する勢力の装備などがかなり違っている。
自衛隊の存在意義といったものを提起した内容であるが、原作を意識してその「歴史を変えようとしながら歴史に呑み込まれていく」という原則を守りながら、それに抗う者たちの思いを描き出している。登場人物の半生を描く濃密な描写は少ないものの、世を捨てて斜に構えた主人公の鹿島や、現代への虚無感を抱えた的場などの脇役に加えて歴史上に実在する人物も登場し、それらの人々の思惑を取り込みつつ、それぞれの信念のもとにおける戦いが描かれる。しかし、旧作の『戦国自衛隊』とはストーリーも登場人物もいっさい無関係である。
並行世界という概念において、ブラックホールのようなものに侵食される現代世界を踏まえたうえで、歴史改変ものとしての内容が描かれている。また、軍事的な様子を表す用語や細かい交戦規定などの設定が多用されている。
なお、福井作品の『Twelve Y. O.』、『亡国のイージス』と設定が一部リンクしており、それらの作品と同様に大量破壊兵器を否定する内容が盛り込まれている。

### 書誌情報
- 『戦国自衛隊1549』 福井晴敏、半村良（原作）、寺田克也（画）、角川書店、2005年5月 ISBN 978-4-04-873614-5[12]
- 『戦国自衛隊1549』 福井晴敏、半村良（原作）、角川文庫（角川書店/角川グループパブリッシング）、2009年11月 ISBN 978-4-04-394314-2[13]

### あらすじ（小説）
富士山麓演習場で、太陽の電磁波から情報・通信回路をシールドする「アクエリアス計画」実験の最中、偶然の事故で的場一佐を隊長とする「海兵旅団」を含む第三特別混成団が、装備や車両と共に実験エリアごと姿を消してしまう。
そして1週間後、時の揺り戻しによって戻ったエリアから、1人の武者が現れる。その武者は、1543年の戦国時代からタイムスリップしてきたことが判明する。
それから6年、現代の富士周辺に「ホール」と呼ばれる原因不明の、あらゆる物質を飲み込んで消滅させる存在が出現する。未来の可能性の一つとして、不安定な存在になってしまった現代は、歴史を変えようとしている何者かから「過去からの攻撃」を受けていたのだった。
第三特別混成団を過去から救出すべく、元的場一佐の部下である鹿島は、実験に携わった技術者の神埼、過去からきた武士の七兵衛と共に救助回収部隊のロメオ隊を率いて1549年にタイムスリップする。タイムリミットは揺り戻しの起こる1週間。
だが、そこでロメオ隊を待ち受けていたのは、現地人を薬物や防弾甲冑などで強化した羅漢兵、桜の徽章を紋所にした桜衆、そして彼らを率いていたのは織田信長だった。

## 漫画
前半（第1巻）の話の流れは映画版や小説版と大体同じだが、後半（第2巻）になってくると意外な人物がロメオ隊に協力して天導衆に全面対決を挑むなど、登場人物の性格や行動が大きく異なる。ビジュアル的にも天母城の概観や天導衆の装備がかなり違っている。なお、同じ福井作品の『Op.ローズダスト』に登場する T-Pex （テルミット・プラス・エクストラ）が登場する。
- 原案：半村良
- 原作：福井晴敏
- 漫画：Ark Performance
- 初出：少年エース 2005年3月号 - 12月号
- 出版社：角川書店
  - 第1巻（2005年5月26日）：ISBN 9784047137264[14]
  - 第2巻（2005年12月22日）：ISBN 9784047137707[15]